# Forte de São Gabriel da Cachoeira
O Forte de São Gabriel da Cachoeira localizava-se no morro da Fortaleza, à margem esquerda do alto rio Negro, afluente da margem esquerda do rio Amazonas, atual cidade e município de São Gabriel da Cachoeira, no estado do Amazonas, no Brasil.

## História

### Antecedentes
As primeiras descrições da região do Alto Rio Negro e seus recursos, remontam à passagem da expedição de Pedro Teixeira em 1639, pelo seu cronista, o padre jesuíta espanhol Cristóbal de Acuña. Ao final desse século, em 1695, missionários carmelitas venciam as corredeiras para catequizar os indígenas do rio Uaupés, do rio Tiquié e do rio Içana, alargando os domínio da Coroa Portuguesa até às fronteiras com as atuais Colômbia e Venezuela.
Em consequência do Tratado de Madrid (1750), e do estabelecimento da Capitania de São José do Rio Negro (1755), com a finalidade de controlar os descimentos indígenas e de delimitar os domínios de Portugal na região, foram organizadas diversas expedições para patrulhar e fortificar o Alto Rio Negro. O governador da capitania, Tenente-coronel Gabriel de Souza Filgueiras (1760-1761), conforme deliberação de 23 de Maio de 1761, enviou para a área o capitão José da Silva Delgado à frente de um pequeno destacamento, com a missão de fortificá-la. Ao final desse mesmo ano, o destacamento instalou-se na aldeia de Curucui, erguendo (ou reerguendo) um fortim em uma das ilhas existentes (ilha Adana?), a partir do qual prosseguiu subindo o curso rio e tomando posse das aldeias de São José, São Pedro, Santa Maria e Santa Bárbara, e fundando outras, como as de São José Batista, na foz do rio Xié, Santa Isabel, na foz do rio Uaupés (Cuiarí), Senhor da Pedra, na cachoeira Caioba, Nossa Senhora de Nazaré, na ilha de São Gabriel, São Sebastião e São Francisco, na cachoeira do Vento e Santo Antônio, no rio Mariuá. A povoação, que remontava a 1759, viria a ser elevada a vila em 1833 com o nome de São Gabriel, em homenagem aquele governador.
OLIVEIRA (1968) refere que Delgado construiu uma casa-forte na ilha de São Gabriel, e fundou a povoação de Nossa Senhora da Nazaré da Curiana em terra firme. Filipe Sturm chamou a essa casa-forte "Presídio da ilha de S. Gabriel". Terá sido transformado mais tarde em uma vigia (OLIVEIRA denomina-a de "guarita"), com dois pavimentos, pelo Capitão Simão Coelho Peixoto. Esta, por sua vez, foi destruída por um incêndio (26 de setembro de 1762), deixando a sua guarnição desabrigada.

### O forte
Com o falecimento do governador Souza Filgueiras (7 de Setembro de 1761), assumiu interinamente o governo da capitania o Coronel Nuno da Cunha Ataíde Varona, que transmitiu o poder ao Coronel Valério Correia Botelho de Andrade (24 de Dezembro de 1761). Este Oficial compreendeu que o fortim erguido pelo capitão José da Silva Delgado não atendia às necessidades de defesa e, expondo a situação ao governador e capitão-general do Estado do Grão-Pará e Maranhão, Manuel Bernardo de Melo e Castro (1759-1763) e solicitando a construção de um reduto mais sólido, capaz de impor a soberania Portuguesa face às investidas espanholas na região.
Desse modo, em 1762 partiu de Belém do Pará o capitão Phillip Sturm, engenheiro militar alemão a serviço de Portugal, com instruções para atender às solicitações de Botelho de Andrade. No local, Sturm recomendou a mudança do local do forte para posição dominante em terra firme, salientando as melhores condições para a construção e a maior facilidade para a sua defesa, tanto a montante quanto a jusante do rio.
A construção iniciou-se em Janeiro de 1763. Em correspondência datada de 28 de Julho do mesmo ano relatou ao novo governador:
"No que respeita à formadura desta fortaleza, conforme a primeira planta que enviei a V. Exa. mudei inteiramente aquela primeira ideia da estrela, no qual apliquei quatro baluartes, proporcionados e regulados para o pequeno terreno e força da guarnição que a defenda. Tudo vai ser feito em boas madeiras em que tenho especial cuidado. Não remeto por ora a V. Exa. a planta e o perfil desta obra, por falta de tudo o necessário, tanto papel como tinta." (STURM, 1763)
Devido ao material empregado, o forte encontrava-se deteriorado já em 1770, ano em que o governador e Capitão-general do Estado do Grão-Pará e Maranhão, Fernão da Costa de Ataíde Teive Sousa Coutinho (1763-1772), determinou reconstruí-lo em pedra, abundante na região, atendendo aos relatórios do capitão Sturm sobre o estado da fortificação. Os trabalhos de reconstrução iniciaram-se em 1775, sendo a nova estrutura posteriormente ilustrada e descrita por Alexandre Rodrigues Ferreira:
"O que é ela verdadeiramente, é um reduto, construído de pedra e barro, com dois meio baluartes na frente, e nas cortinas que o fecham pelos lados e pela retaguarda, guarnece-o exteriormente um tal ou qual fosso que o não circunvala, mas cinge o lado da frente para o rio, e o da povoação. A parede da porta é a cortina da frente. Contei 10 peças de ferro montadas nas suas carretas, a saber: 6 de calibre 4 e 4 de calibre de meio. Há dentro dele um quartel para a guarnição, um parque d'armas e mais apetrechos de guerra. Uma pequena casa de pólvora, um calabouço, etc. E todas estas casas, excetuando-se a da pólvora, são cobertas de palha." (FERREIRA, 1786)
No mesmo período, o governador da Capitania do Rio Negro, Manuel da Gama Lobo D'Almada, criticou a guarnição dos dois fortes do rio Negro:
"As suas guarnições [são] fracas em dois sentidos, porque são diminutas e compostas pela maior parte de muito maus soldados do país, uns que são puramente índios, outros extração ou mistura deles, gente naturalmente fugitiva e indolente, [com] falta de honra, de experiência, de capacidade necessária para uma defesa gloriosa." (D'ALMADA, 1785)
A informação mais completa sobre a estrutura, no segundo quartel do século XIX, é a de BAENA (1839):
"É de figura pentagonal irregular, cujo maior lado, que defronta com o rio, é uma cortina, que prende dois meio-baluartes; no meio está a porta, que simultaneamente serve ao forte e ao quartel, o qual com o calabouço, corpo da guarda e armaria abraça toda a cortina. Os lados menores não têm flanqueamento, e são uma singela parede de pedra e argila, que é o material de toda a fortificação. Falta-lhe o fosso, esplanada e obras exteriores; tem 16 canhoneiras para calibre inferior ao mediano e portanto incapazes de contrabater. O estado das peças, das carretas e de tudo que são anexas ao forte, como o quartel, armazéns e ribeira, é lastimoso. (...)." (BAENA, Antônio Ladislau Monteiro. Ensaio Corografico do Pará. 1839. apud SOUZA, 1885:60)
Posteriormente, em 1854, o major Hilário Maximiano Antunes Gurjão voltou a criticar a escolha do local do forte, dominado pela colina pelo lado de terra, relatando que o mesmo se encontrava artilhado com cinco peças de 6 e 3 de calibre 4, em bom estado. (OLIVEIRA, 1968:754)
O Relatório do Presidente da Província, de 1877, acusa-lhe o abandono e o desarmamento. (OLIVEIRA, 1968:754)
BARRETTO complementa que, à época (1958), a localidade se denominava Uaupés (op. cit., p. 51). Na realidade designou-se dessa forma entre 1943 e 1952.
REIS informa que as pedras remanescentes das suas muralhas foram reaproveitadas para a construção da igreja, do hospital e da escola da Missão dos Salesianos, em São Gabriel, na década de 1930. (OLIVEIRA, 1968:754)
Actualmente o forte encontra-se desaparecido, tendo subsistido vestígios de seus alicerces em forma de ferradura. O local encontra-se ocupado pela Companhia de Saneamento do Amazonas (COSAMA).
Da primitiva artilharia do forte, quatro peças encontram-se frente ao edifício do Fórum da sede do município e uma quinta ornamenta a entrada do Comando de Fronteira Rio Negro/5º Batalhão de Infantaria de Selva (CFRN/5o BIS), que ostenta a denominação histórica de "Batalhão Forte São Gabriel". Não há notícia das demais peças.